# Blanche Stuart Scott
Blanche Stuart Scott, conosciuta anche come Betty Scott (Rochester, 8 aprile 1889 – Rochester, 12 gennaio 1970), è stata un'aviatrice, scrittrice e attrice statunitense.

## Filmografia
- An Aviator's Success (1912)
- The Aviator and the Autoist Race for a Bride